# Чаттахучи (фильм)
«Чаттахучи» (англ. Chattahoochee) — американский кинофильм 1989 года, снятый  режиссёром Миком Джексоном, с Гэри Олдменом и Деннисом Хоппером в главных ролях. Фильм основан на реальной истории Криса Калхуна.

## Сюжет
Фильм рассказывает о борьбе Эмметта Фоули (Гэри Олдмен), героя Корейской войны, перенёсшего на войне тяжёлый стресс и попытавшегося покончить жизнь самоубийством, против произвола персонала психиатрической лечебницы Чаттахучи, в которую он был помещён. В больнице применяются методы лечения, граничащие с пытками. Выздороветь Фоули помогают родственники и другой пациент, Уокер Бенсон (Деннис Хоппер).

## В ролях
| Актёр              | Роль          |
| ------------------ | ------------- |
| Гэри Олдмен        | Эммет Фоули   |
| Деннис Хоппер      | Уокер Бенсон  |
| Фрэнсис Макдорманд | Мэй Фоули     |
| Памела Рид         | Эрлин         |
| Нед Битти          | доктор Харвуд |
| М. Эммет Уолш      | Моррис        |
| Ли Уилкоф          | Вернон        |
| Мэтт Крэйвен       | Лонни         |
| Ричард Портноу     | доктор Дебнер |
| Уилбур Фицжеральд  | Дуэйн         |